# 少女峰山坳站

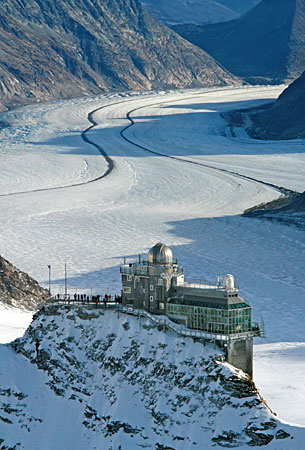
斯芬克斯天文台和阿莱奇冰川

少女峰山坳站（Jungfraujoch）是少女峰铁路的一个地下火车站，位于瑞士伯尔尼高地少女峰山坳的地下。它海拔3,454（11,332英尺），是欧洲最高的火车站，接近艾格峰、少女峰和僧侣峰的峰顶。
从该站有隧道通往欧洲之巅建筑，有电梯通往斯芬克斯顶部的观景平台（有封闭式和开放式的），可以欣赏到阿莱奇冰川和周围的山峰。斯芬克斯天文台也位于此处。
经过隧道还可以到冰宫，这是一系列冰川下方的冰溶洞，以及 Alpine Sensation, 展出阿尔卑斯山的旅游开发和少女峰铁路的历史。
在行政上，该站位于瓦莱州的菲舍塔尔，非常靠近伯尔尼州盧達本納的边界。州界恰好通过穿过车站上方少女峰山坳的分水岭。 
少女峰铁路通往客萊雪德，在此衔接经由伯尔尼高地铁路和Wengernalp 铁路通往因特拉肯、卢达本纳、溫根和格林德瓦的列车。少女峰铁路包括以下各站：
| 铁路       | 线路                                                                                       | 发车频率   |
| ---------- | ------------------------------------------------------------------------------------------ | ---------- |
| 少女峰铁路 | 客萊雪德站 - Eigergletscher站 - 艾格溫特站（Eigerwand） - 冰海站（Eismeer） - 少女峰山坳站 | 每小时两班 |